# حليسية
حليسية قرية سوريّة تتبع إداريّاً لمحافظة حلب منطقة منبج ناحية أبو كهف، بلغ تعداد سكانها 751 نسمة حسب التعداد السكاني لعام 2004.